# Rolnictwo intensywne
Rolnictwo intensywne (również intensywna gospodarka rolna) – system produkcji rolniczej ukierunkowany na maksymalną wysokość plonów oraz zysk osiągane w warunkach dużego nakładu pracy i środków finansowych. Charakteryzuje je powszechne zastosowanie wysoko wydajnych maszyn, technik uprawy i hodowli, nawozów mineralnych i środków ochrony roślin. Rolnictwo intensywne występuje przede wszystkim w krajach wysoko rozwiniętych.
Rolnictwo intensywne pozwala na zmniejszenie zatrudnienia przy uprawie roślin i hodowli zwierząt. Niektóre ze stosowanych technik przyczyniają się do skażenia gleby i środowiska. W niektórych państwach europejskich w tym dziale gospodarki pracuje jedynie kilka procent ogółu zatrudnionych, przy czym w Belgii i Wielkiej Brytanii ten wskaźnik wynosi poniżej 2%.
Rozróżnia się intensywną gospodarkę rolną pracochłonną, np. w drobnych gospodarstwach rolnych, i kapitałochłonną – charakterystyczną dla rolnictwa w krajach rozwiniętych.
Szczególnym rodzajem rolnictwa intensywnego jest ogrodnictwo. Wysokie efekty produkcji rolniczej są tu osiągane niewielkim nakładem kosztów, przy ogromnych nakładach pracy.
Jednym z rodzajów rolnictwa intensywnego jest rolnictwo podmiejskie, które cechuje:
- uprawa w pobliżu miast,
- uprawa w szklarniach i tunelach foliowych,
- uprawa na potrzeby ludzi (np. w małych miasteczkach).